# یوزف اوربان
یوزف اوربان (چکی: Josef Urban; ۱۷ ژوئن ۱۸۹۹ – ۲ سپتامبر ۱۹۶۸) کشتی‌گیر اهل چکسلواکی بود.